# Gabelbachrennen

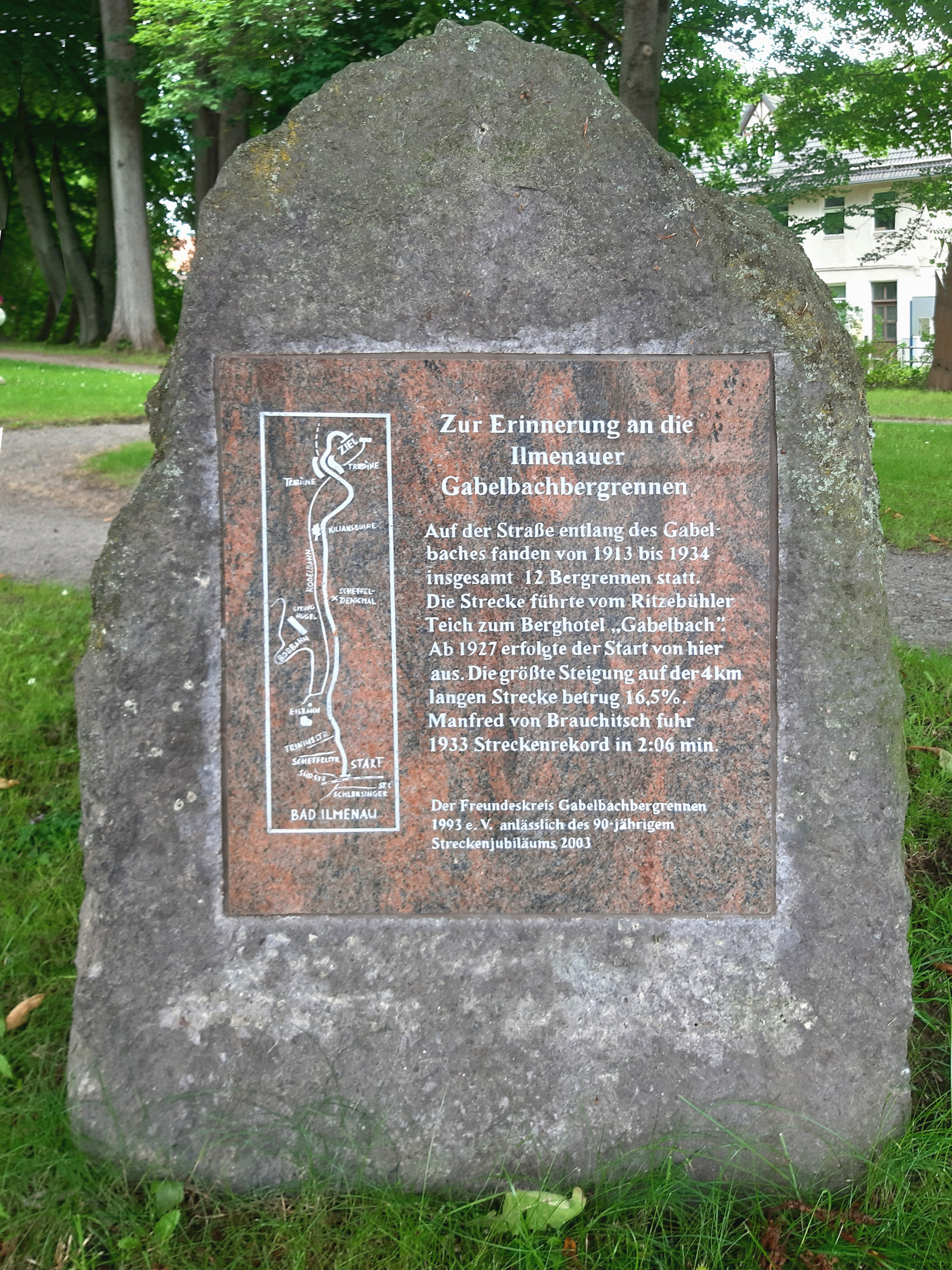
Gabelbachbergrennen-Gedenkstein im Lessingpark Ilmenau

Das Gabelbachrennen war ein Bergrennen für Automobile und Motorräder im Gabelbachtal bei Ilmenau.
Im Gegensatz zu Rundstreckenrennen wurde es – wie bei Bergrennen üblich – auf einer Strecke ausgetragen, die von A (Start) nach B (Ziel) führte. Es gab allerdings immer nur einen einzigen Lauf. Deshalb bestand für die Teilnehmer während des Rennens keine Gelegenheit mehr, den Fahrstil zu optimieren. Von 1913 bis zum Ende der 1930er-Jahre zählte das Gabelbachrennen zu den bekanntesten Motorsportveranstaltungen in Deutschland.

## Streckendaten

Streckenverlauf

| Zeitraum                      | 1913–1934               |
| Streckenlänge                 | 3,3, später 4 km        |
| Steigung                      | durchs. 9 %, max.16 %   |
| Streckenrekord für Automobile | 2:06,1 Minuten          |
| Durchschnittsgeschwindigkeit  | 114,2 km/h              |
| Fahrer                        | Manfred von Brauchitsch |
| Marke                         | Mercedes SSK            |
| Streckenrekord für Motorräder | 2:15,5 Minuten          |
| Durchschnittsgeschwindigkeit  | 106,3 km/h              |
| Fahrer                        | Anton Fleischhauer      |
| Marke                         | NSU                     |

## Verlauf der Strecke
Das Rennen begann ursprünglich in der Waldstraße. Um die Strecke auf vier Kilometer zu verlängern, wurde der Start später an den heutigen Lessingpark gegenüber dem Bahnhof Ilmenau-Bad verlegt. Nach einer Linkskurve lag vor den Fahrern der steilste Abschnitt der Strecke, Ilmenaus Waldstraße. Am Ritzebühler Teich verließ die Strecke Ilmenau und führte weiter durch das Gabelbachtal. Anfänglich auf fast gerader Strecke blieben links der Tennisplatz und die Eisstockanlage liegen, um etwa nach halber Länge an der Rennfahrerkurve in eine „Schikane“ überzuleiten. An diese Stelle setzten Ilmenauer Motorsportfreunde einen Erinnerungsstein zu Ehren des beim Buckower Dreieckrennens verunglückten Thüringer Rennfahrers Huldreich Heusser, der viermal nacheinander das Gabelbachrennen gewonnen hatte. 

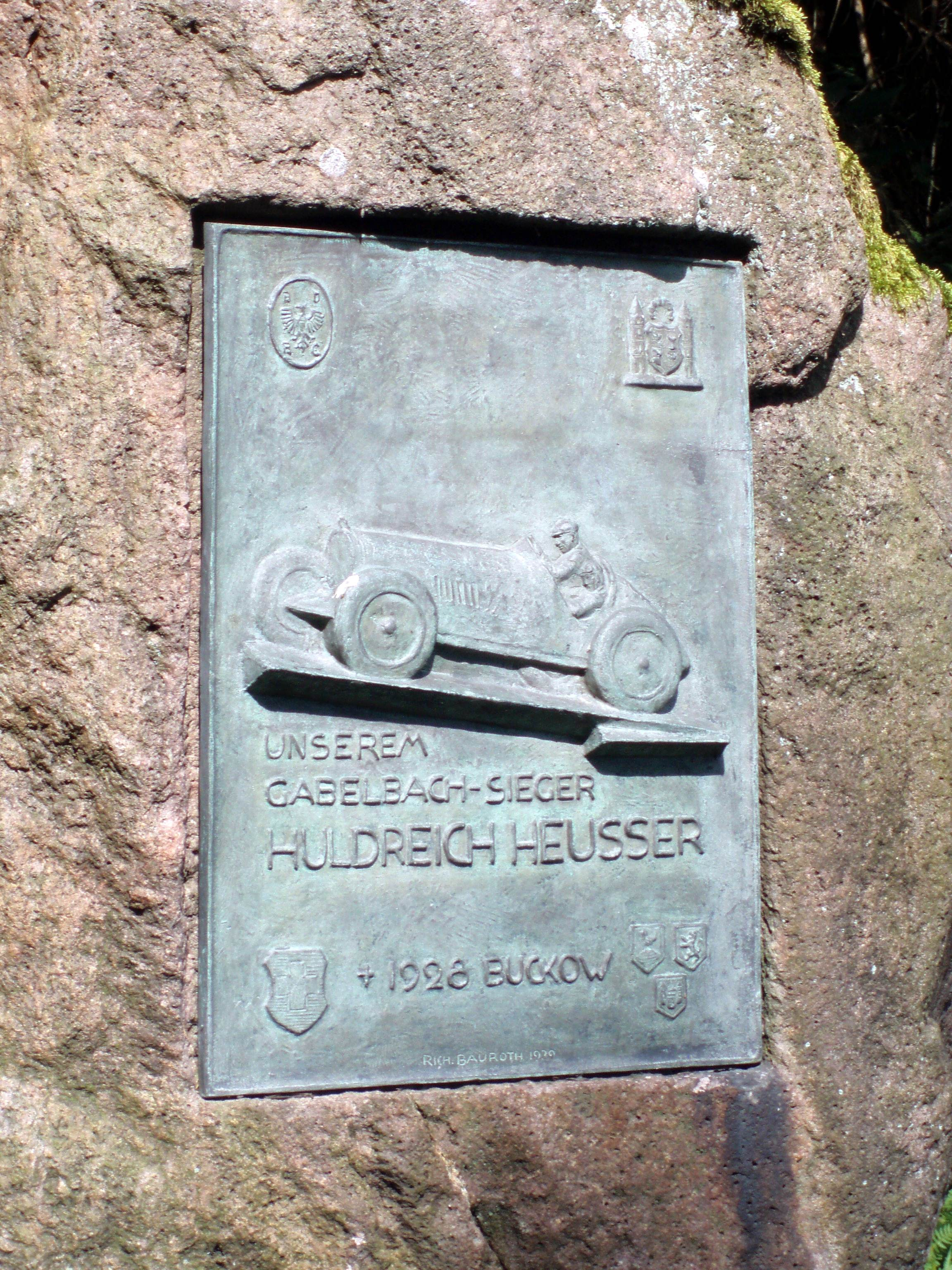
Heusser-Gedenkstein in Gabelbach

 Nach weiterer, gerader Strecke leitete eine Rechtskurve den letzten Abschnitt ein. Die Fahrer konnten nochmals beschleunigen, bevor sie beginnend am Aufstieg zum Kickelhahn drei Kurven absolvieren mussten und ins Ziel am Berghotel Gabelbach rollen konnten.

## Geschichte
In einer Zeit der sich gerade entwickelnden Autoindustrie, die nach Leistungsvergleichen mit Konkurrenten suchte, entdeckte 1913 der Chefkonstrukteur der Apollo Autowerke Apolda, Karl Slevogt, die aus Ilmenau herausführende Straße im Gabelbachtal. Noch im gleichen Jahr führte er hier eine Messfahrt durch. Es verging aber noch geraume Zeit, bis 1921 ein zweites, schon international besetztes Rennen durchgeführt wurde. Bis 1928 fanden die Rennen in Ilmenau jährlich statt, dann trat eine Pause ein, bevor 1933 und 1934 die letzten veranstaltet wurden. 1968 war das Gabelbachtal noch einmal Austragungsort einer Motorsportveranstaltung, als die zur Sprintstrecke erklärte Rennstrecke Teil der „Internationalen Rallye Wartburg“ war. 1993 bemühten sich Ilmenauer Motorsportfreunde, eine alte Tradition wieder zu beleben und organisierten anlässlich des 80. Jubiläums der Strecke ein Veteranenrennen, das im folgenden Jahr erneut aufgelegt und seit dem Jahr 2000 in loser Folge wiederholt wurde.

## Berühmte Teilnehmer

### Auswahl Internationaler Rennfahrer
- Manfred von Brauchitsch
- Ernst Günther Burggaller
- Rudolf Caracciola
- Ernst von Delius
- Paul Greifzu
- Huldreich Heusser
- Paul Pietsch
- Bobby Kohlrausch
- Bernd Rosemeyer
- Hans Stuck

### Thüringer Motorsportler
K. Fuchs (Gehren), Löhn, Victorius, Escher (alle Ilmenau), Häfner (Suhl), Stahlschmidt (Erfurt)

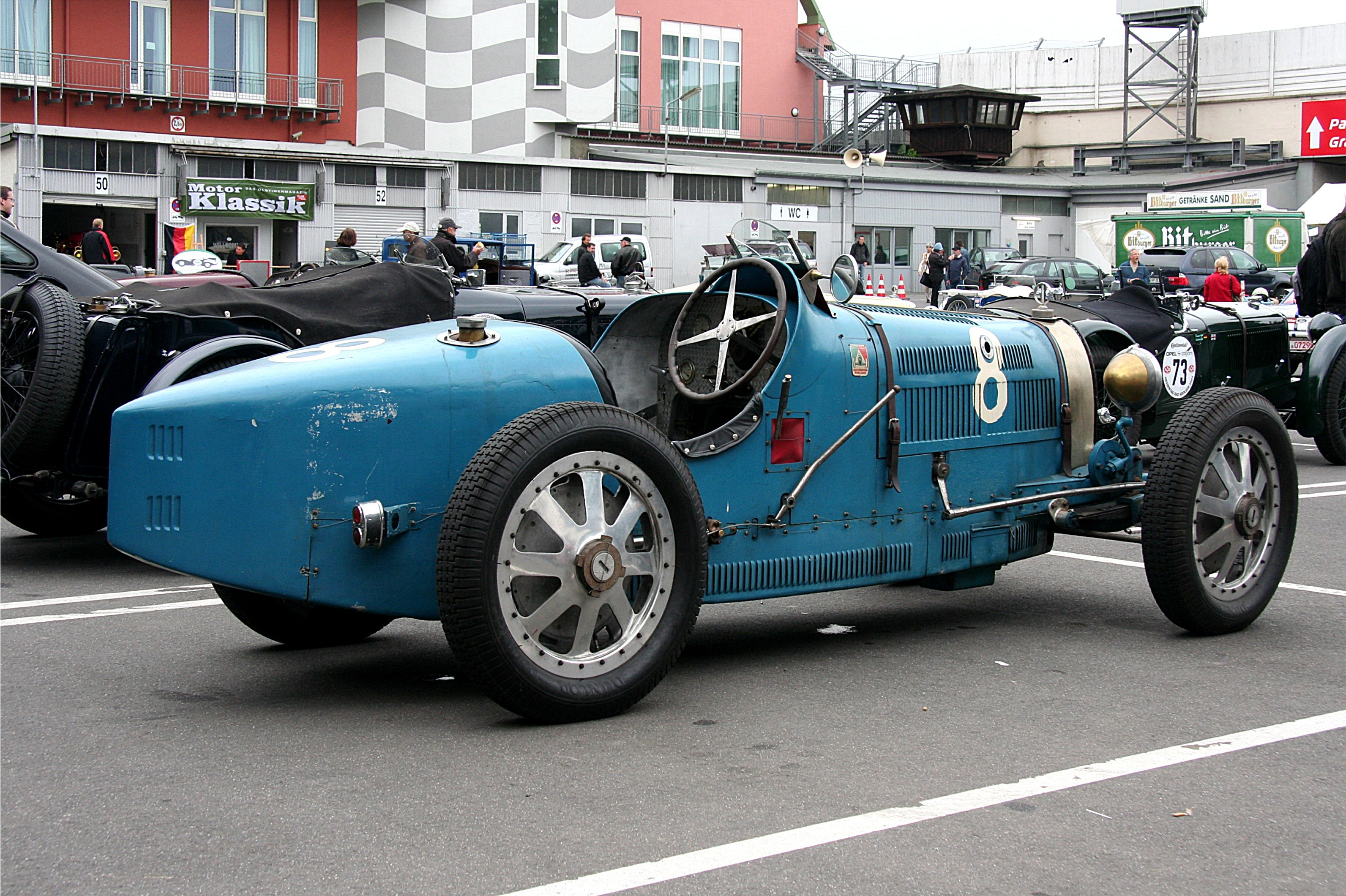
Bugatti Type 35 B

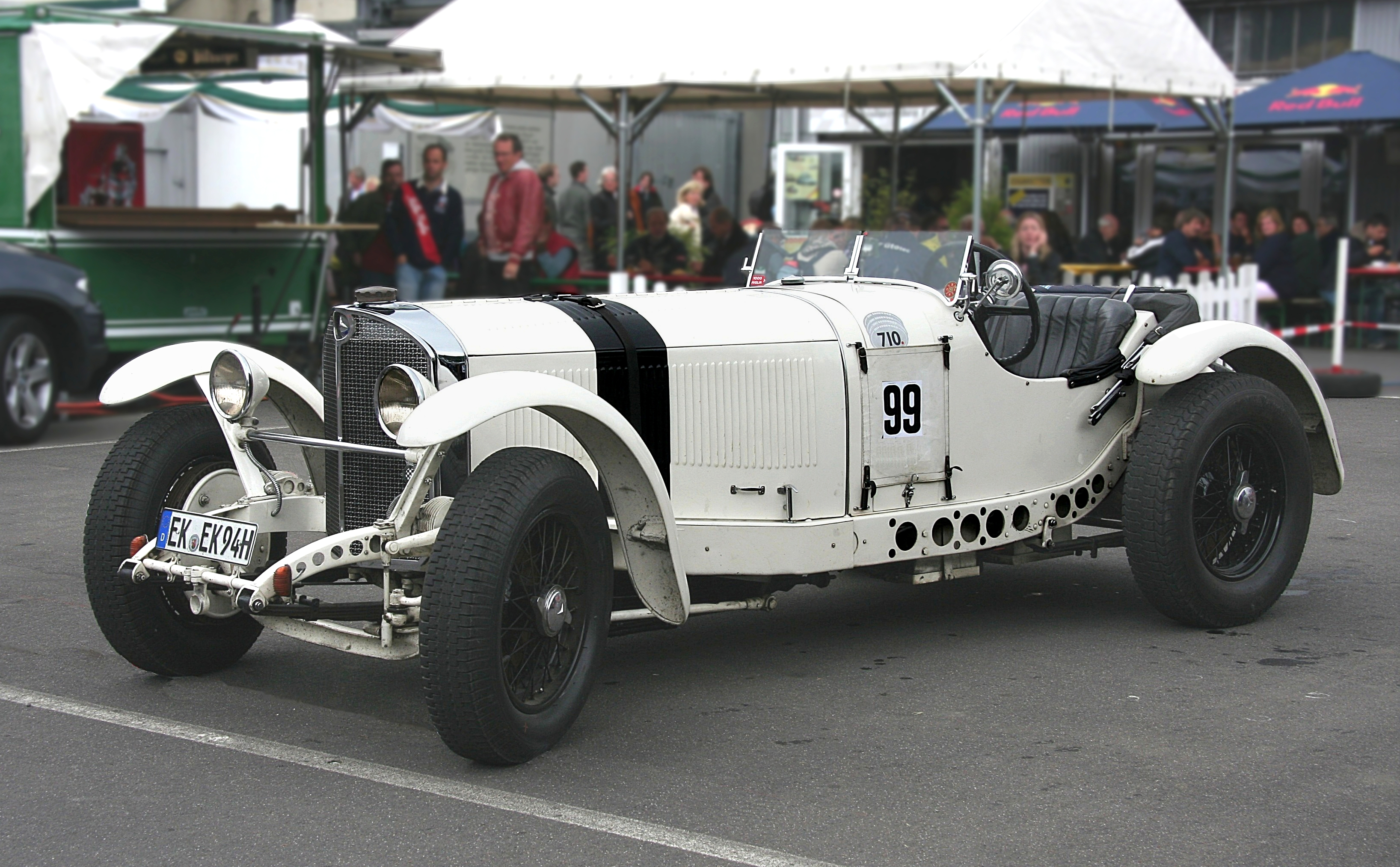
Mercedes-Benz SSKL der frühen 1930er-Jahre

## Sieger der Rennen
| 1913 | Slevogt         | Apollo            |
| 1921 | Rützler         | Steyr             |
| 1922 | Rützler         | Steyr             |
| 1923 | Rützler         | Steyr             |
| 1924 | Heusser         | Bugatti           |
| 1925 | Heusser         | Bugatti           |
| 1926 | Heusser         | Bugatti           |
| 1927 | Heusser         | Bugatti           |
| 1928 | Caracciola      | Mercedes-Benz SSK |
| 1933 | von Brauchitsch | Mercedes-Benz SSK |